# Pluralis maiestatis
Pluralis maiestatis (lub pluralis maiestaticus; łac. „liczba mnoga majestatu”) – użycie liczby mnogiej zamiast liczby pojedynczej, mające na celu podkreślenie godności, dostojeństwa władcy (także: biskupa, rektora itp.), stosowane przez władców w odniesieniu do siebie lub przez innych w odniesieniu do władców.
Warto podkreślić, że nie każde użycie liczby mnogiej w stosunku do samego siebie jest przejawem pluralis maiestatis. Bywa także odwrotnie (pluralis modestiae), gdy piszący dąży do pomniejszenia znaczenia własnej osoby, własnych zasług w opisywanych wydarzeniach, wyprowadzanych wnioskach itp.

## Przykład
Z aktu abdykacyjnego króla Stanisława Augusta Poniatowskiego: My, Stanisław August, z Bożej Łaski Król Polski (...), byliśmy także tego zdania, iż opuścić należy tron w okolicznościach, w których rozumieliśmy, że oddalenie Nasze przyłoży się do powiększenia szczęścia współziomków Naszych lub też przynajmniej umniejsza ich nieszczęścia (...).